# 馬斯克爾 (內布拉斯加州)
馬斯克爾（英語：Maskell）是位於美國內布拉斯加州迪克森縣的村。

## 人口
根據2020年美國人口普查的數據，馬斯克爾的面積為0.41平方千米，皆為陸地。當地共有人口58人，而人口密度為每平方千米141人。